# Храм Массенден
Храм Массенден (англ. Mussenden Temple) — небольшой павильон-ротонда в имении Даунхилл, в графстве Лондондерри, Северная Ирландия. Является популярной достопримечательностью благодаря своему живописному расположению на вершине скалистого берега Атлантического океана и открывающимся видам на окрестности.
Памятник архитектуры Серверной Ирландии класса А.

## История
Павильон был построен в 1783—1785 годах для владельца имения Даунхилл Фредерика Херви, епископа Дерри, 4 графа Бристоля. Своё название он получил в память о племяннице епископа, Фридесвиде Массенден. Павильон должен был стать подарком в честь её свадьбы, но Фридесвида умерла в возрасте 22 лет, не дожив до окончания строительства.
Херви был богат, отличался эксцентричностью, неоднозначной репутацией и страстью к коллекционированию предметов искусства. Вероятно, павильон проектировал архитектор Майкл Шанахан (англ. Micheal Shanahan) из Корка, сопровождавший епископа во время одной из его многочисленных поездок по Италии. Шанахан также строил усадьбу Херви в Даунхилле (по другим версиям, в создании усадьбы могли участвовать Джеймс Уайетт или Чарльз Камерон).
Архитектурными источниками «храма» послужили римский Темпьетто и Храм Весты на Григорианской вилле в Тиволи. Фриз павильона украшен латинской надписью: «Suave, mari magno turbantibus aequora ventis e terra magnum alterius spectare laborem» («Сладко, когда на просторах морских разыграются ветры, с твёрдой земли наблюдать за бедою, постигшей другого»).

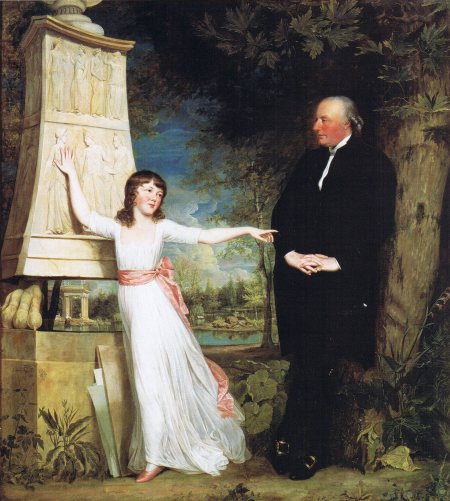
Епископ Фредерик Херви с внучкой Кэролайн Крайтон в садах виллы Боргезе

Внутри «храма» располагалась библиотека; чтобы избежать порчи книг, здание обогревалось скрытыми воздуховодами, а в подвале под павильоном постоянно поддерживали огонь. Кроме того, в подвальном помещении епископ позволял проводить мессы для рабочих-католиков и сам предполагал для этого «установить жалование священнику в размере 10 фунтов стерлингов в год».
Павильон расположен на высоте 50—60 метров над берегом океана. Первоначально он отстоял от края скалы на значительное расстояние, но со временем оно сократилось из-за обрушения базальтовых скал. В 1997 Национальному фонду пришлось провести работы по укреплению берега.
С 1940-х Храм Массенден принадлежит Национальному фонду. Поместье и павильон открыты для посещения.

## Галерея

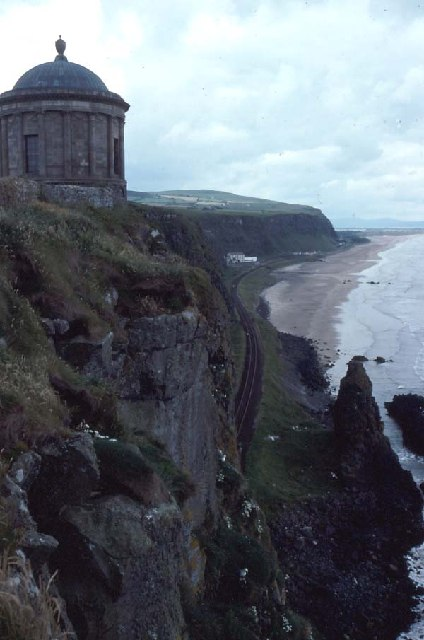
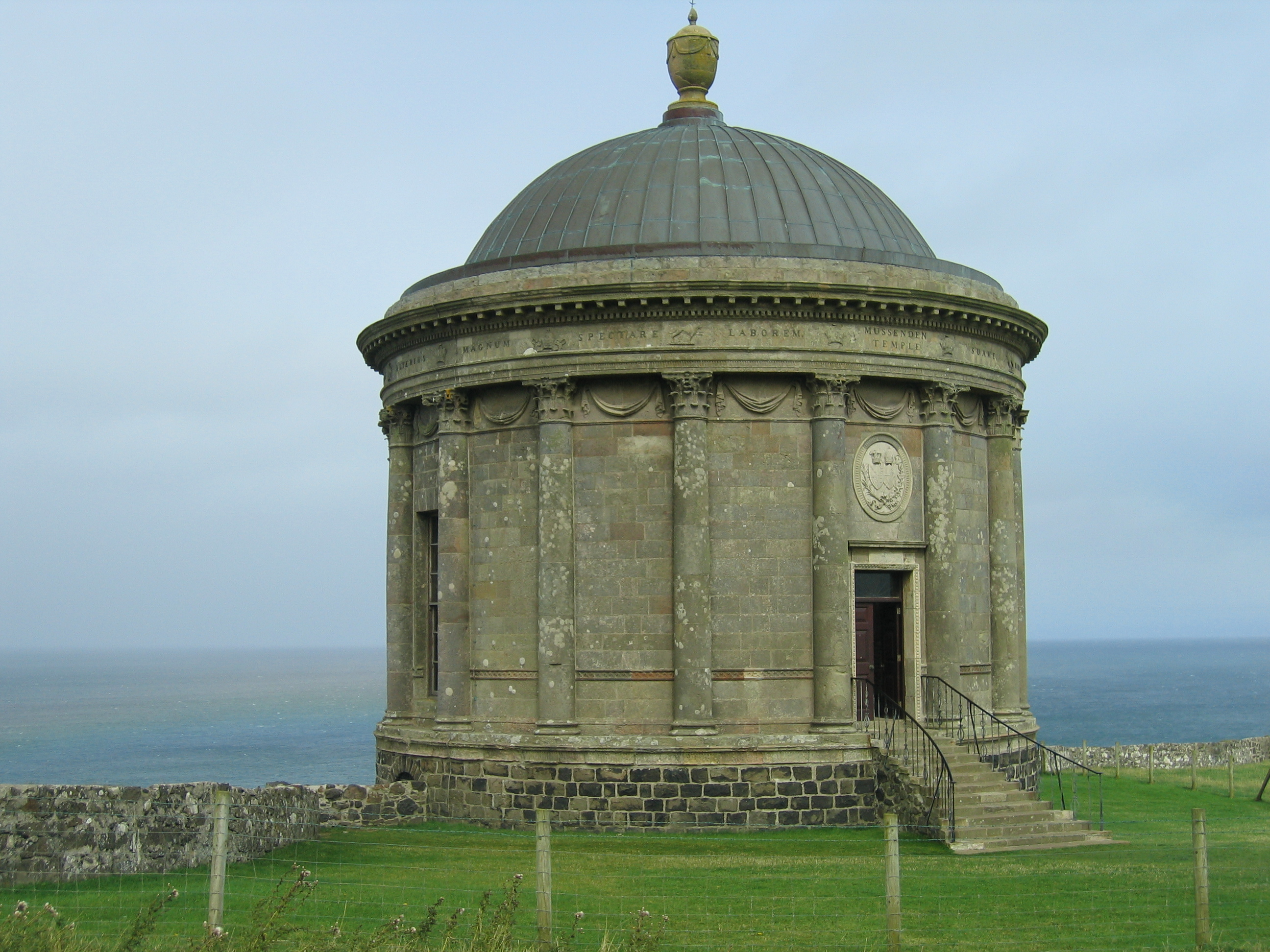
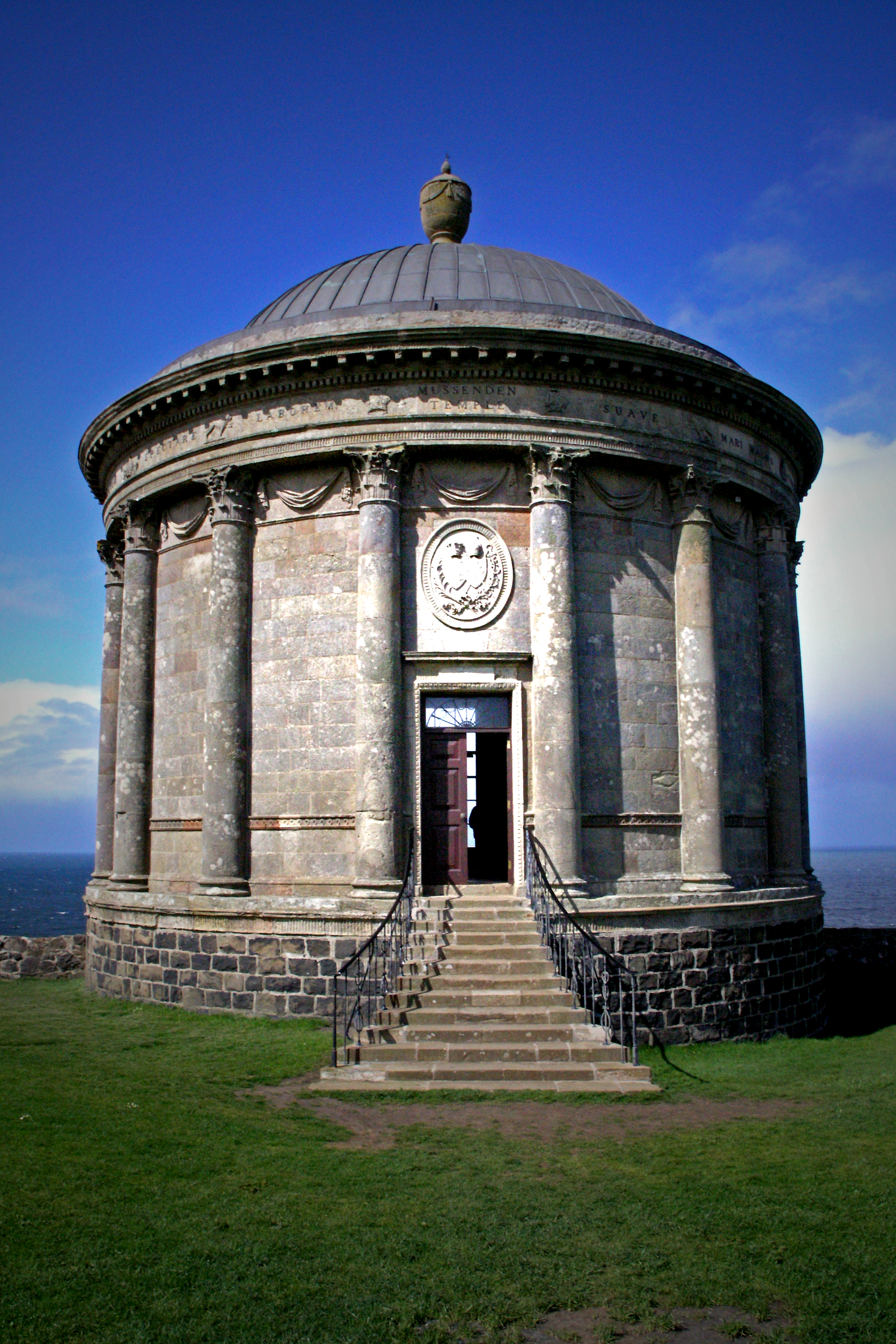
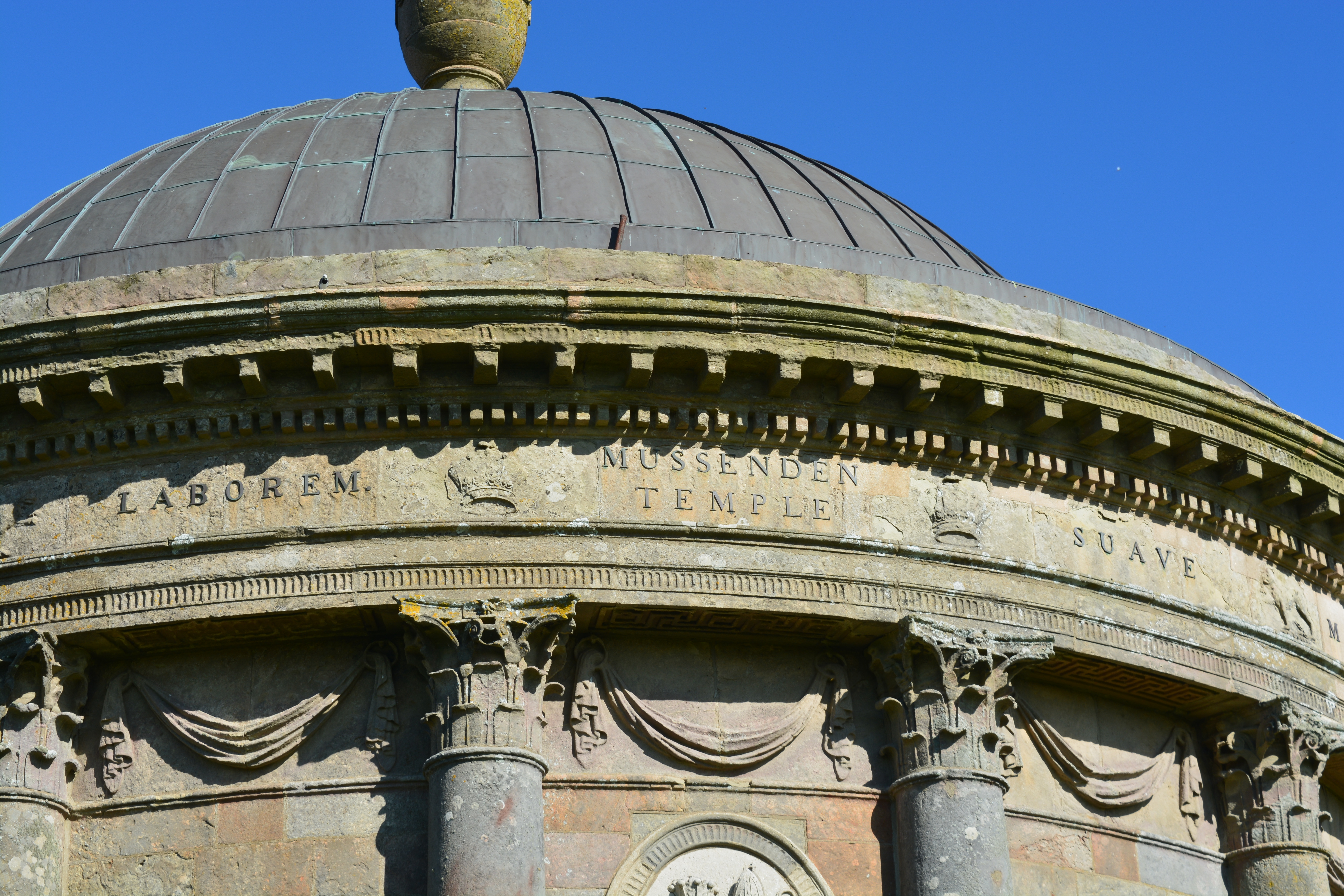
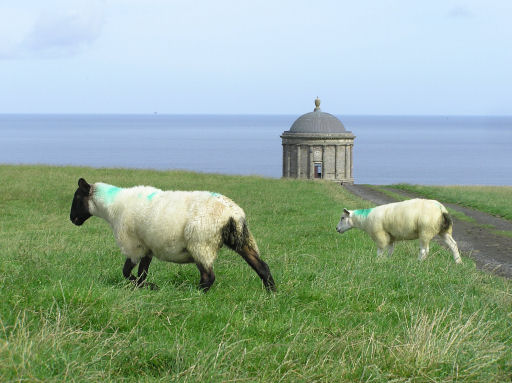
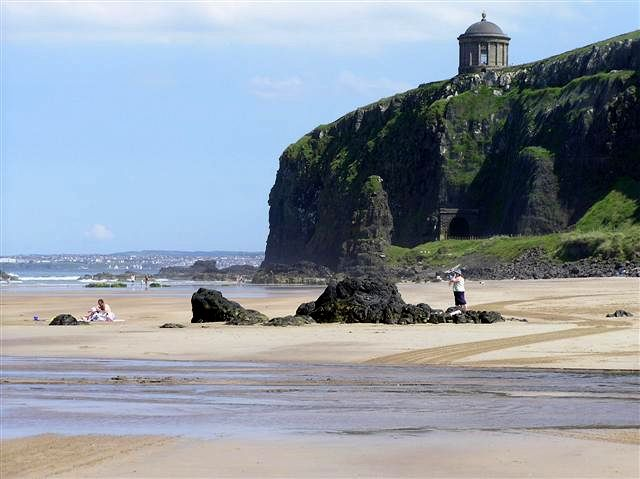